# Erik Matser
Erik Matser (Zevenaar, 29 maart 1963) is een Nederlandse klinisch neuropsycholoog, universitair docent, wetenschappelijk publicist en sportpsycholoog. Hij is vooral bekend om zijn hersenonderzoek en mentale begeleiding van topsporters, artiesten en zakenmensen.
Matser studeerde neuropsychologie aan de Katholieke Universiteit van Nijmegen. Hij behaalde zijn doctoraalexamen in 1991.
Matser heeft een eigen praktijk te Helmond. Sinds februari 2009 is Matser eveneens als psycholoog werkzaam bij de Accademia Pianistica te Imola, Italië en Eindhoven. Dit wat betreft selectie en psychologische begeleiding van meester-pianisten. 
In Dubai is hij werkzaam bij het German Neuroscience Center. Hier behandelt hij mensen met hardnekkige klachten na niet-aangeboren hersenletsel en whiplash.
In Helmond heeft hij een eigen polikliniek. Hier begeleidt hij mensen die kampen met restklachten van hersenletsel (geheugenklachten, concentratiestoornissen) en mensen die last hebben van energieverlies, geheugentekorten en aandachtsstoornissen door fysieke (overtraining) of mentale overbelasting (burn-out, surmenage).

## Loopbaan
Na zijn studie was hij van 1992 tot 1993 onderzoeker aan de Cornell University te New York. Hier onderzocht en begeleidde hij profboksers op het gebied van preventie en diagnostiek van (optellend) hersenletsel.
In 1993 werd hij neuropsycholoog-gz-psycholoog Afdeling Medische Psychologie in het voor topsporters bekende St. Anna Ziekenhuis Geldrop. Sinds 1999 is hij als parttime universitair docent verbonden aan de Erasmus Universiteit Rotterdam, afdeling anatomie, Neuroscience-instituut. In 2000 promoveerde hij aan de universiteit te Maastricht, vakgroep neurologie op het proefschrift Brain injury in Boxing and Soccer: a neuropsychological approach.
Sinds 1997 is hij consulent-neuropsycholoog en heeft hij gewerkt voor PSV en Feyenoord op het gebied van preventieprogramma's hersenletsel. Vanaf het seizoen 2005-2006 was Matser als neuropsycholoog werkzaam in de Engelse Premier League: voor Chelsea FC (seizoen 2004-2009) en Swansea City AFC (seizoen 2009-2011). In België heeft hij talentonderzoek gedaan bij RSC Anderlecht.
Als docent is hij betrokken geweest bij diverse onderwijsinstellingen, zoals bij de afdeling neurowetenschappen van de Erasmus Universiteit, NSPOH (postdoctoraal onderwijs bedrijfs- en verzekeringsartsen), Rino-Zuid (postdoctoraal onderwijs gz-psychologie) en Fontys-Eindhoven (fysiotherapie opleiding).
Als adviseur is hij actief geweest voor diverse onderzoeksraden, waaronder de Nederlandse Gezondheidsraad, de FIFA en het IOC.
Tevens is Matser als neuropsycholoog, als deskundige bij de Rechtbank Arnhem en 's-Hertogenbosch actief.
Zijn werk over hersenletsel bij boksers en voetballers is gepubliceerd in wetenschappelijke bladen zoals JAMA, Neurology en The Lancet Neurology. Hij schrijft ook boeken over (neuro)psychologische thema's, zoals talent, ‘schoonheid’ en kenmerken van genialiteit.

## Onderzoek
Matser heeft naast de gebaande wegen gezocht naar inventieve manieren om te komen tot een betere en bredere diagnostiek van neurologische aandoeningen waarbij cognitieve tests een wetenschappelijk betrouwbaar en gevoelig test instrument bleken. Opmerkelijk was dat hij mensen onderzocht die geen afwijkingen hadden op een MRI-scan maar die toch klachten hadden na een hersenletsel. Het bleek dat neuropsychologisch onderzoek afwijkingen kon detecteren, bij 'schone' afbeeldingen op de MRI. Zijn latere publicaties betreffen de cognitieve functies van de besten ter wereld in zwemmen, voetbal en muziek. Hier toonde hij verschil in cognitieve prestaties aan van de voorzijde van het brein (prefrontale cortex).
Zijn bevindingen zijn gepubliceerd in diverse wetenschappelijke bladen, overgenomen door de Gezondheidsraad en aanbevolen aan de minister in november 2003. De bevindingen hebben Matser gesterkt in het idee dat men breder naar de mens moet kijken dan alleen met foto's, dat multi-disciplinaire samenwerking een beter resultaat geeft van diagnostiek en behandeling dan alleen het eenzijdige contact met de medisch specialist.
Veel patiënten bezoeken zijn kliniek met 'onzichtbare' hardnekkige problemen. Ze worden gehinderd door tekorten in hun denkprocessen, zijn mentaal en fysiek ernstig vermoeid en zien er toch vaak 'gezond' uit. Matser ziet grote overeenkomsten tussen de klachten van niet-aangeboren hersenletsel, whiplash, burn-out en fysieke overtrainingsklachten.

## Zelfinstructieprincipe
Wat betreft begeleiding van mensen met hersenaandoeningen ontwikkelde Matser zijn zogenaamde ‘zelfinstructie principe’. Het zelfinstructie principe is gebaseerd op het geven van inzicht in neurologische aandoeningen, vanuit dit begrip te komen tot aanpassingen en deze aanpassingen toe te passen in het sociale en loonvormende leven. Om de aanpassingen te optimaliseren wordt nauw samengewerkt met tal van paramedici: fysiotherapeuten, voeding deskundigen en sporttrainers. Matser beschouwt zijn patiënten als topsporters die een prestatie moeten leveren. De leef/woon/werk omgeving en de lichamelijke conditie worden geoptimaliseerd om sneller te komen tot herstel en aanpassing. Zijn werkwijze betreft het zeer intensief samenwerken met zijn patiënt, waarbij mensen dagelijks coaching en instructie krijgen.

## Filosofie
Matser heeft de filosofie dat er meer wegen zijn die naar Rome leiden. Naast de gebaande paden van de gevestigde geneeskunde en de farmacie zijn ook andere inzichten aanwezig waarbij mensen aanzienlijk kunnen verbeteren. Zo is bekend dat bepaalde voedingsmiddelen een positieve invloed hebben op bijvoorbeeld de aandacht en concentratie en dat specifieke fysieke training de geestelijke conditie verbetert wat betreft afname van angsten en depressies. Dit vaak even goed als het slikken van medicatie. Ook vertraagt sportbeoefening een versnelde veroudering zoals dit plaatsvindt bij de ziekte van Alzheimer. Matser heeft het standpunt dat er meer wetenschappelijk goed gefundeerde wegen zijn om aangedane hersenfuncties te beoordelen en te behandelen.
De intacte structuur van de hersenen zet de medisch specialist juist vaak op het verkeerde been. Hersenschuddingen, whiplash en een beginnende ziekte van Alzheimer zijn niet met de MRI te detecteren. Het is volgens Matser dan ook onjuist om te zeggen dat er dan niets aan de hand is met de patiënt. Diagnostiek en behandeling van hersenaandoeningen dient dan ook in een breed kader te geschieden.

## Privé
Erik Matser is getrouwd en heeft drie kinderen.

## Publicaties
- De meeste gestelde vragen over: Hersenletsel, Strengholt, Bussum, 2002.
- Het beschadigde brein, Pica uitgevers, Huizen, 2004.
- Personage: sterke en zwakke kanten van bekende mensen, Pica uitgevers, Huizen, 2005.
- In gesprek met lucifer: graaicultuur. machtsmisbruik, manipulatie en massamoord kenmerken van agressief narcisme, Erik J.T. Matser, Mierlo, 2012.

Engelstalige (een aantal met anderen)
- Matser JT, de Bijl MAO, Luytelaar G. Is amateur boxing dangerous? De Psycholoog 1992;12:515-521
- Jordan BD, Matser JT, Zimmerman R, Zazula T. Sparring and cognitive function in professional boxers. The Physician and Sportsmedicine 1996:24:87-98.
- Matser JT, Kessels AGH, Lezak MD, Jordan BD, Troost J. Neuropsychological Impairment in Amateur Soccer Players. JAMA 1999;282:971-973
- Matser JT, Kessels AGH, Lezak MD, Jordan BD, Troost J. Acute traumatic brain injury in amateur boxing. The Physician and Sportsmedicine 2000;28 (1):87-92.
- Matser, E, Kessels, A, Troost J, Lezak, M. Brain Injury in Amateur Soccer Players: Letters, In Reply. JAMA 2000, 283:
- Matser, Erik; Dealing with neurological injuries in sports; boxing under debate. The Lancet Neurology, 2004: 3: 436 – 437